# Jingchuan
Der Kreis Jingchuan (chinesisch 泾川县, Pinyin Jīngchuān Xiàn) gehört zum Verwaltungsgebiet der bezirksfreien Stadt Pingliang in der chinesischen Provinz Gansu. Die Fläche beträgt 1.467 Quadratkilometer und die Einwohnerzahl 287.400 (Stand: Ende 2018).
Der "Höhlentempel der Südlichen Grotten" (Nanshiku si 南石窟寺) und die Wangmugong-Grotten (Tempel der Königinmutter des Westens) (Wangmu gong shiku 王母宫石窟) stehen auf der Liste der Denkmäler der Volksrepublik China.

## Administrative Gliederung
Auf Gemeindeebene setzt sich der Kreis aus einem Straßenviertel, sechs Großgemeinden und acht Gemeinden zusammen. Diese sind:
- Straßenviertel Chengqu 城区街道

- Großgemeinde Chengguan 城关镇
- Großgemeinde Yudu 玉都镇
- Großgemeinde Gaoping 高平镇
- Großgemeinde Libao 荔堡镇
- Großgemeinde Wangcun 王村镇
- Großgemeinde Yaodian 窑店镇

- Gemeinde Neifeng 汭丰乡
- Gemeinde Luohandong 罗汉洞乡
- Gemeinde Jingming 泾明乡
- Gemeinde Honghe 红河乡
- Gemeinde Feiyun 飞云乡
- Gemeinde Taiping 太平乡
- Gemeinde Fengtai 丰台乡
- Gemeinde Dangyuan 党原乡